# MI-CHEMIN
「MI-CHEMIN」（ミシュマン）は、1995年9月21日に発売された内田有紀2枚目のオリジナル・アルバム。

## 解説
当時の小室哲哉ブームの中で発売された2作目。
但し、アルバム曲まで多く手掛けたTRFやhitomiとは異なり、内田へのアルバム用の新曲は「遠い記憶」1曲のみに留まっている。
そのためか、小室が手掛けたシングル2曲はアルバムの終盤に続けて収録されており、ボーナス・トラックのように配置されている。
近年では音楽配信サービスで入手可能。

## チャート成績
オリコンチャート3位を獲得した。

## 収録曲
| #         | タイトル                              | 作詞                                             | 作曲             | 編曲             | 時間  |
| --------- | ------------------------------------- | ------------------------------------------------ | ---------------- | ---------------- | ----- |
| 1.        | 「MADE IN ASIA」                      | 芹口希理子、星空一郎、沢ちひろ、ジョー・リノイエ | ジョー・リノイエ | ジョー・リノイエ | 5:05  |
| 2.        | 「バラ色Knockin' Beat」               | 浅田直                                           | 浅田直           | 本間昭光         | 3:47  |
| 3.        | 「踊るCrazy Girlの冒険」              | 戸沢暢美                                         | 宮島律子         | 本間昭光         | 4:22  |
| 4.        | 「たぶん・そうね・きっと」            | 小西康陽                                         | 筒美京平         | 本間昭光         | 4:08  |
| 5.        | 「雨のち雨」                          | 田辺智沙                                         | 熊谷幸子         | 武部聡志         | 3:47  |
| 6.        | 「遠い記憶」                          | 小室哲哉                                         | 小室哲哉         | 小室哲哉         | 5:27  |
| 7.        | 「「すいません」」                    | 八反田理子                                       | 斉藤英夫         | 斉藤英夫         | 3:37  |
| 8.        | 「揺れないでココロ」                  | 種ともこ                                         | 種ともこ         | 武部聡志         | 5:14  |
| 9.        | 「月曜日の朝」                        | 森真帆                                           | 斉藤英夫         | 斉藤英夫         | 4:35  |
| 10.       | 「BABY'S GROWING UP〜SLOW VERSION〜」 | 小室哲哉                                         | 小室哲哉         | 小室哲哉         | 5:15  |
| 11.       | 「Only You〜Tribal Mix〜」            | 小室哲哉                                         | 小室哲哉         | 小室哲哉         | 5:00  |
| 合計時間: | 合計時間:                             | 合計時間:                                        | 合計時間:        | 合計時間:        | 50:17 |